# Brigáda al-Abbás
Brigáda al-Abbás (arabsky لواء أبو الفضل العباس, Liwa Abu al-Fadl al-Abbas) byla syrská provládní ší'itská dvanáctnická ozbrojená skupina, účastnící se syrské občanské války. Skupina byla pojmenována po synu imáma Alího, Abbáse ibn Alího. Skupina se zformovala ke konci roku 2012. Jejím hlavní cílem byla ochrana ší'itských posvátných míst na území Sýrie, zejména mešity Sajjida Zeinab. Skupina se do popředí dostala díky svým reakcím na znesvěcování ší'itských svatyní, památek a dalších míst syrskými povstalci. Od té doby spolupracovala se syrskou armádou. Skupinu tvořili jak rodilí obyvatelé Damašku a v Damašku usazení ší'itští iráčtí uprchlíci, tak zahraniční ší'itští dobrovolníci. Iráčané tvořili základní složku skupiny. Skupina operovala hlavně v okolí Damašku a Aleppa.

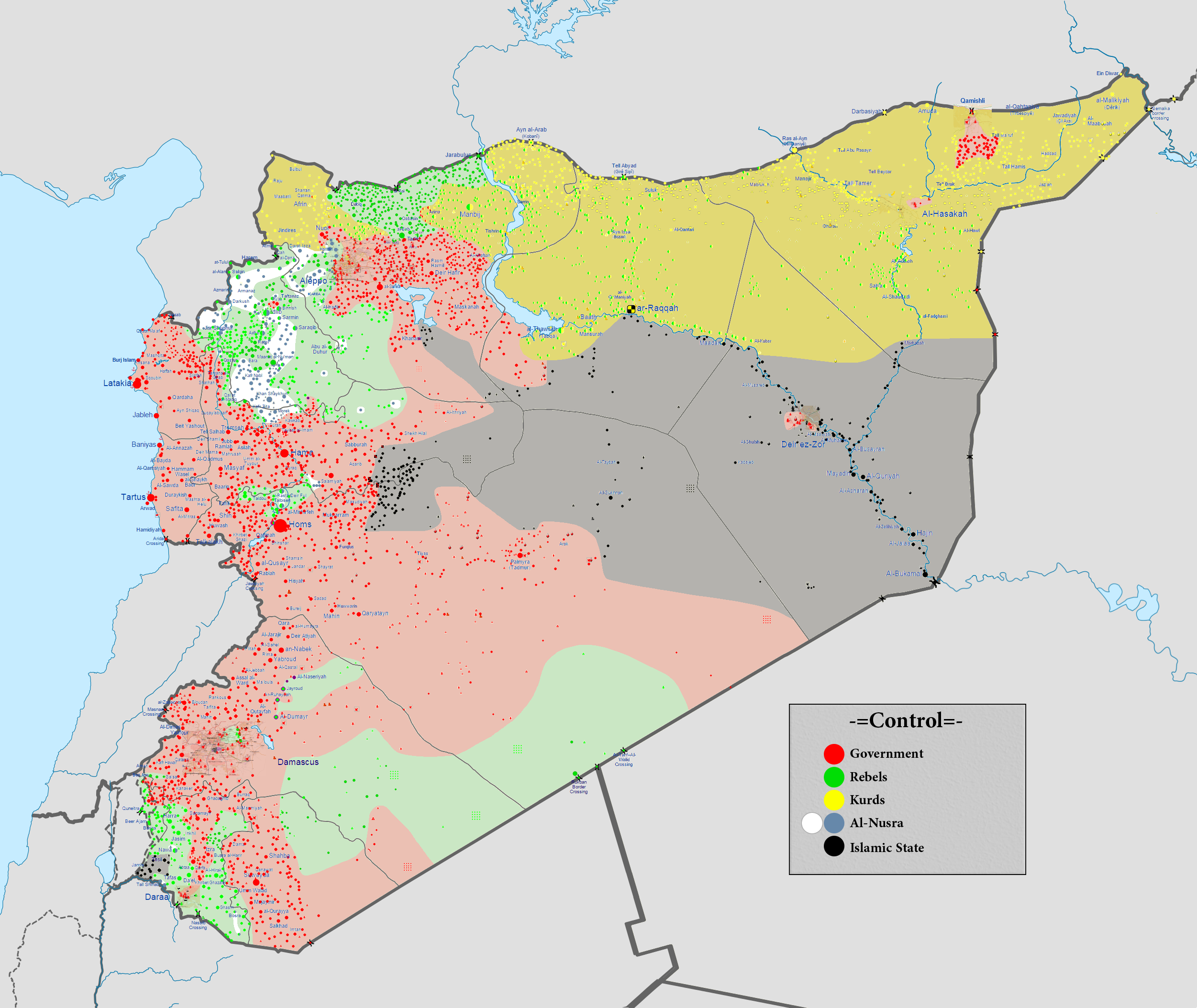
Sýrie v roce 2016:
vláda a armáda
Syrská opozice
Rojava (SDF)
IS

Vlajka al-Abbásu (ceremoniální)

V květnu a červnu roku 2013 agentura Reuters ohlásila, že se brigáda kvůli neshodám ohledně financování a vedení rozdělila. Údajně došlo i k přestřelkám. Velká část nesyrských bojovníků následně vytvořila novou skupinu.
19. května 2014 bojovníci islamistické povstalecké skupiny Harakat Nour al-Din al-Zenki oznámili, že dobyli regionální velitelství brigády v Aleppu.
Když v roce 2014 džihádisté organizace Islámský stát postupovali v Iráku, mnoho iráckých členů se muselo vrátit zpět.